# Albanykongressen

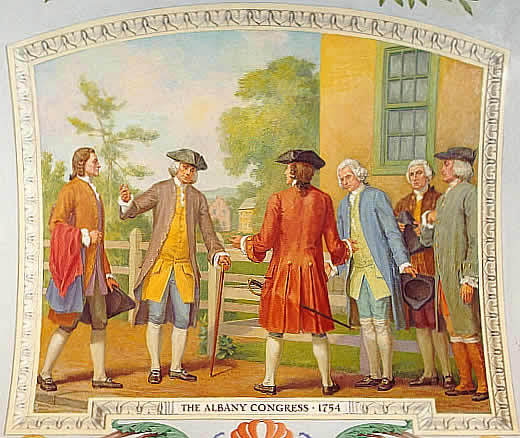
Delegaterna till Albanykongressen församlades utanför stadshuset i Albany.

Albanykongressen var ett möte 1754 mellan representanter för kolonierna Connecticut, Maryland, Massachusetts, New Hampshire, New York, Pennsylvania och Rhode Island. De sammanträde dagligen i Albany, New York för att diskutera hur de gemensamt skulle kunna utveckla bättre relationer med irokeserna och ett bättre försvar mot Frankrike. Delegaterna såg sig inte som byggare av en ny amerikansk nation, utan som kolonister vilka framförallt ville få till stånd ett fördrag med mohawkerna.
Albanykongressen antog Albanyplanen, ett av Benjamin Franklin utformat projekt för en gemensam centralstyrelse för alla brittiska kolonier i Nordamerika utom Delaware och Georgia. Centralstyrelsen skulle ansvara för gemensamma angelägenheter som försvar och handel, medan kolonierna i övrigt skulle få sköta sina egna angelägenheter. Planen avvisades av såväl den brittiska regeringen som berörda kolonier, men var en inspirationskälla för de senare Konfederationsartiklarna och USA:s konstitution.